# 다슈라트 만지

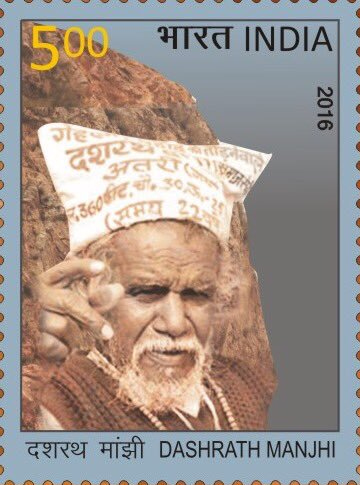
만지의 우표

다슈라트 만지(힌디어: दशरथ मांझी Dashrath Manjhi, 1934년 1월 14일 ~ 2007년 8월 17일)는 인도 비하르 주의 노동자로 22년간 망치와 정을 가지고 산에 길을 낸 마운틴 맨으로 알려진 사람이다.
그의 마을 앞에는 거친 바위언덕이 일렬로 쭉 늘어진 지형(hillock)이 있었다. 1960년 어느날 그의 아내가 바위언덕을 넘다가 크게 다쳤는데 병원은 바위 너머에 있었기 때문에 80km를 돌아가야 산너머 병원에 갈 수 있었고, 치료를 받지 못해 죽게 되었다.
그 후 아침일찍 일어나 남의 밭에서 일하며 남는 시간에 망치와 정으로 산을 깎아 길을 내는 일을 시작했다.
22년 후인 1982년에 폭이 9m에 달하는 길이 완성되어 마을 주민들이 교육과 의료에 접근하기 매우 쉬워졌으며 큰 존경을 받았다.
정부에서는 그 길에 만지의 이름을 붙였으머, 지금까지도 그 길은 만지히 로드(Dashrath Manjhi Rd.)라고 불린다.
암으로 인한 사망후 장례는 비하르 주 정부 장으로 치러졌다.
2015년 인도에서 그를 기리는 영화 마운틴맨(Manjhi - The Mountain Man)이 개봉하였다.

## 같이 보기
- 우공이산
- 아오노도몬